# Cadenabbia
Cadenabbia ist ein Ortsteil der italienischen Gemeinde Griante und ein international bekannter Ferienort am Westufer des Comer Sees. Er gehört zur Provinz Como in der Region Lombardei.
Von Cadenabbia setzen Autofähren nach Bellagio über.

## Prominente Urlaubsgäste
Konrad Adenauer, der erste Bundeskanzler der Bundesrepublik Deutschland, verbrachte zwischen 1957 und 1966 regelmäßig seinen Urlaub in Cadenabbia. Sein Feriendomizil war nach der Villa Rosa und der Villa Arminio zuletzt die 1899 erbaute Villa La Collina mit einem 5,7 Hektar großen Park. Sie wird seit 1977 als internationale Tagungsstätte von der CDU-nahen Konrad-Adenauer-Stiftung genutzt, die 1990 um die Accademia Konrad Adenauer erweitert wurde. An der Uferpromenade von Cadenabbia befindet sich ein Adenauer-Denkmal, das den Kanzler als Boule-Spieler zeigt. Seit 1992 besteht eine Gemeindepartnerschaft mit der Stadt Bad Honnef, deren Stadtteil Rhöndorf der letzte Wohnort Adenauers war. Die CDU bezeichnet ihre 2023 neu eingeführte, türkise Parteifarbe als „Cadenabbia“.
Auch vor Adenauer verbrachten bereits bekannte Persönlichkeiten ihren Urlaub in dem Ort am Comer See, darunter der französische Schriftsteller Stendhal, der italienische Komponist Giuseppe Verdi, der hier einige Arien für seine Oper „La traviata“ schrieb, sowie die britische Königin Victoria, der russische Zar Nikolaus II. und der deutsche  Kaiser Wilhelm II.

## Bilder

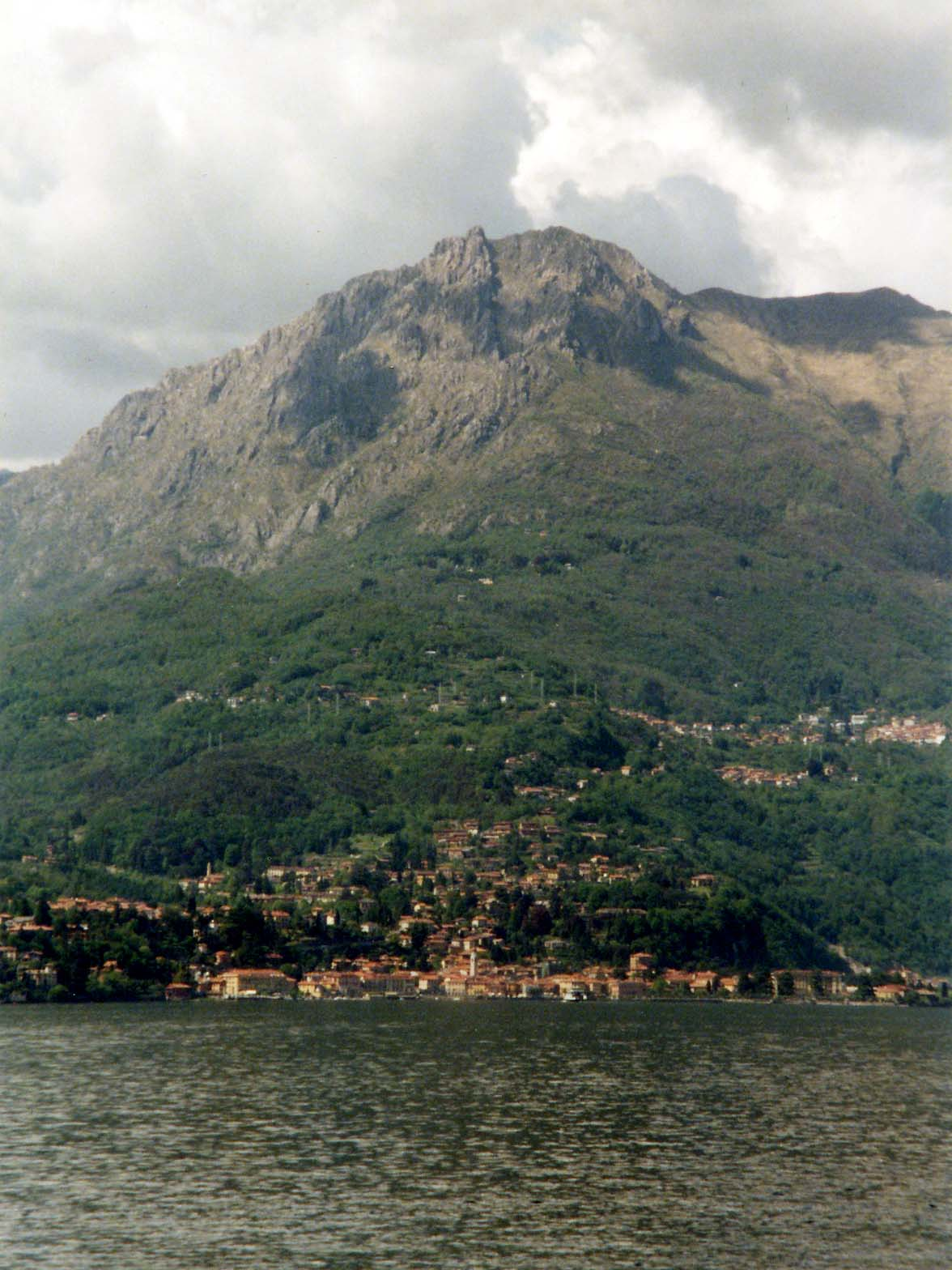
Cadenabbia am Comer See
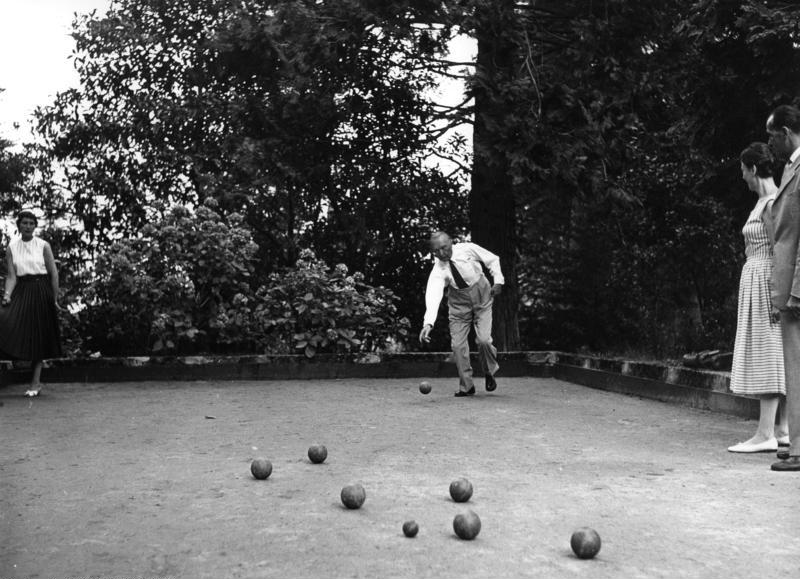
Konrad Adenauer beim Bocciaspiel in Cadenabbia 1958
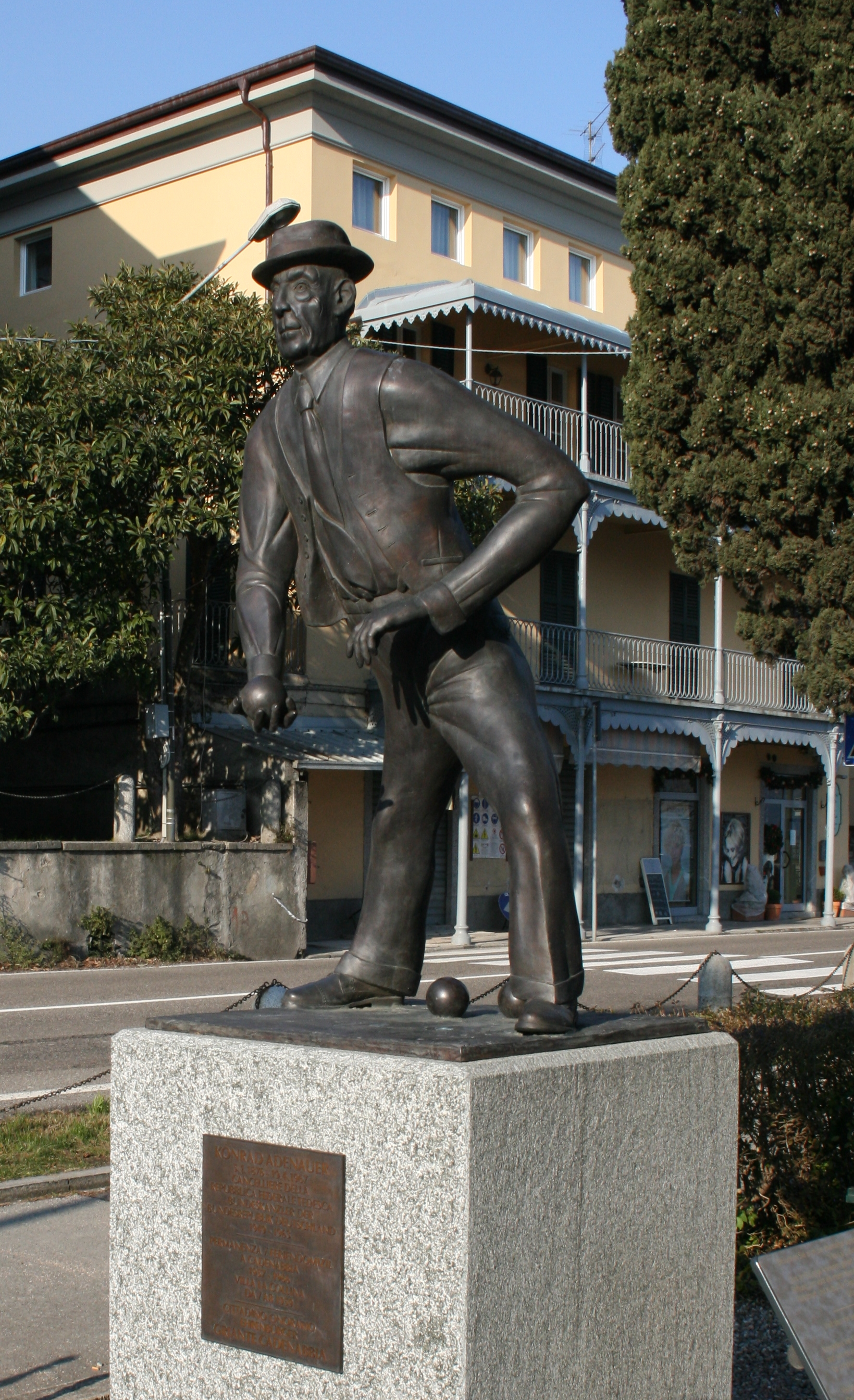
Konrad-Adenauer-Denkmal von Hans Kloss (2007)
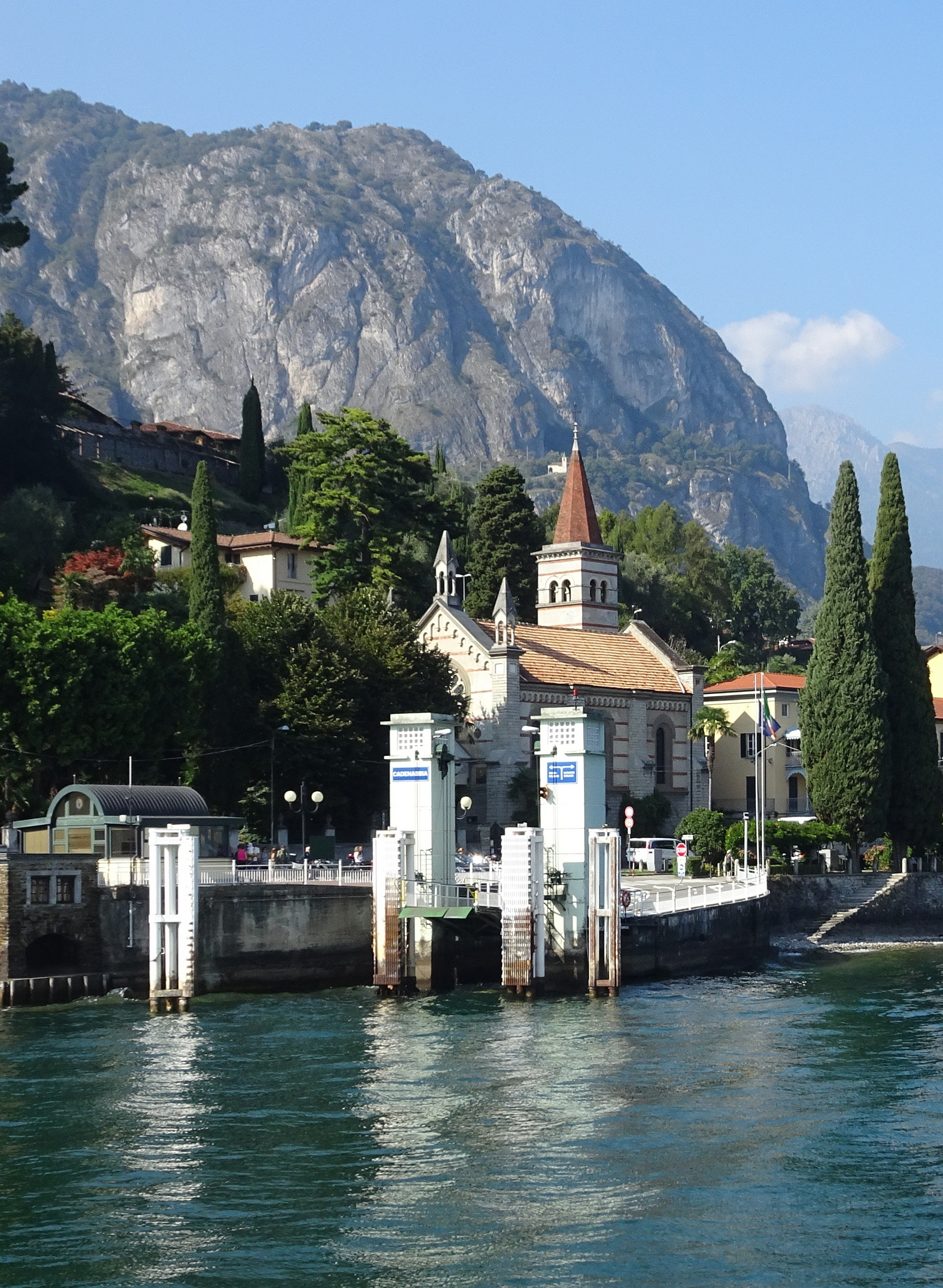
Anglikanische Himmelfahrtskirche am Comer See (2018)